# Glasberg
Der Glasberg ist ein Motiv, das in der Volksüberlieferung vorkommt, vor allem im Zaubermärchen. Ihm liegt die Vorstellung eines durchsichtigen, aber unüberwindbar glatten Berges zugrunde, den man stereotypisierend Glasberg nennt.
Im Märchen erscheint ein Glasberg oder Berg als Hindernis zu verlorenen Ehegatten (KHM 92, 93, 127, 137, 193, 196, 197, 59a) oder Geschwistern (KHM 25), gelegentlich auch bei der magischen Flucht (KHM 79, 127). Gleichzeitig sind Berge oft von übernatürlichen Wesen bewohnt (KHM 122, 193), wie im Mythos (z. B. Olymp). In KHM 25 Die sieben Raben und Varianten von KHM 53 Schneewittchen sind das Zwerge, die nach C. G. Jung den Geist darstellen. Der Mann überwindet ihn meist durch Wundergaben, die Frau teilweise durch Opfer (z. B. abgeschnittener Finger), so auch in Bechsteins Hirsedieb und Der weiße Wolf, Wolfs Von der schönen Schwanenjungfer, Das treue Füllchen, Jahns Die Königin von Siebenbürgen.
Donald Ward von der Enzyklopädie des Märchens berichtet von Jenseitsberichten von Schamanen sowie Begräbnisbräuchen bei Litauern und Letten (die Bernstein kannten), mit Luchs- oder Bärenklau als Grabbeigaben zur Überwindung des Glasberges. Für die Vorstellung einer Bernstein-, Kristall- oder Goldinsel sprechen Stellen bei Plinius d. Ält. (Naturalis historia 37, 42), eine bei Gottfried von Viterbo oder die Artussage, wo Artus seine Kindheit auf der Insel Glastonbury verbringt, Erec, das Wolfdietrich-Epos (V. 289 sq.) und Ulrich von Zatzikhovens Lanzelot-Zyklus (V. 205–211).